# Fiddleford
Fiddleford – wieś w Anglii, w hrabstwie Dorset, w dystrykcie (unitary authority) Dorset. Leży 27 km na północny wschód od miasta Dorchester i 164 km na południowy zachód od Londynu.